# 妖女伝説
『妖女伝説』（ようじょでんせつ）は、星野之宣によるSF漫画短中編集。架空の、あるいは実在した歴史上の女性や、歴史の流れを大きく変えることに関わった女性を主題として描いた漫画作品。『ヤングジャンプ』1979年1号（集英社）に「ローレライの歌」が掲載され、以後、不定期に『ヤングジャンプ』1980年5号まで掲載され、コミックス2巻が発売された。その後、1988年より『週刊ヤングジャンプグレート青春号』、『ベアーズクラブ』などでも読み切り作品として掲載された。
後に『ヤマトの火』『ヤマタイカ』といった伝奇漫画を執筆する星野であるが、本シリーズ執筆中に卑弥呼をとりあげようかと軽い気持ちで古代史を調べ始めたのがきっかけであると、手塚治虫、諸星大二郎との鼎談で語っている。

## エピソード

### ローレライの歌
ヤングジャンプ1979年1号に掲載。
1902年、川の畔の村。少年は川辺で歌う美しい女性を目撃し逃げ出す。そして彼女がローレライの伝説に登場する魔女だと信じる。少年は、酔っ払いで自分にも母親にも暴力をふるう父アロイスの死を魔女に願い、そしてその願いはかなった。不自然なアロイスの死に方に疑問を持った迷信深い村人たちは川辺に出没している「魔女」の仕業ではないかといぶかしがるが、少年は「20世紀にもなって魔女はバカバカしい」と村人を否定する。少年は魔女に父を殺してくれた礼と村人に魔女の秘密を洩らさなかったことを述べに川辺を訪れる。しかし、そこで女性が単なる画家の妻であり、絵のモデルだったことと、雰囲気を出そうと歌を歌ったら村の子供たちが逃げ出したことを笑われ、少年は怒りを覚える。村人たちに魔女がいた事を告げると、村人たちは集団で画家を殴り殺し、村に災いを招く「魔女」を火あぶりにする。少年に助命を懇願する女に、少年は「あんたは俺を裏切ったんだ」と、笑みを浮かべ、女が焼き殺されるのを見守った。
時は流れ、少年はドイツを統べる「ナチス党総統」となる。しかし第二次世界大戦末期「今燃えているのは、魔女ではなくベルリンの街。彼女は魔女であり、彼女の歌声が大ドイツという船を沈めようとしている」と、ベルリンの地下壕で自殺する際に思い返すのであった。少年の名はアドルフ・ヒトラー。

### カーミラの長い眠り
ヤングジャンプ1979年3号に掲載。
嵐の夜に娘が投身自殺を行った。城下のファニュの村を訪れていた医師と看護師ジョルジアが呼ばれたが、治療のかいなく、その娘カーミラ・カルンシュタインは息を引き取った。
半年後、ジョルジアはカーミラの母親であるカルンシュタイン夫人から、お礼かたがた招待の手紙を受け取り、城を訪問した。訪問を喜ぶカルンシュタイン夫人と共に2人きりの晩餐の席で亡きカーミラを偲び、翌日にカーミラの墓参りを約束する。晩餐を終え、夫人に客用寝室へと案内されるジョルジアは廊下の物陰に佇むカーミラの姿に驚く。それはカルンシュタイン家に伝わる古いミラルカ・カルンシュタイン夫人の肖像画で、カーミラにそっくりに描かれていた。
翌日、ジョルジアとカルンシュタイン夫人は墓地を訪れた。その時、村人たちが墓地へと押し寄せてきた。カーミラの死後、村で変死をする娘が続出している、昨夜も若い恋人が何者かに襲われ、男は喉を喰い破られ、娘は全身の血を抜かれて殺されたのだと。村人たちの先頭に立っていた若い牧師は「カーミラが吸血鬼として蘇った」と宣言するのだった。牧師らは墓を掘り返し、カーミラが納められている棺の蓋を開ける。そこには半年前と変わらず腐敗もせずに眠るがごとく美貌を保ったままのカーミラの姿があった。そして、カーミラの手がジョルジアの手首を掴んだ。
カーミラが仮死状態であったと判断したジョルジアはカーミラを城へと運ばせた。若い牧師は、カーミラは吸血鬼であり滅ぼさねばならないと言い張る。ファニュの村は数百年前にも吸血鬼ミラルカの犠牲者を出しており「ミラルカを見つけたら殺せ」と代々の牧師に受け継がれているのだと。そして、若い牧師はカルンシュタイン夫人に、このカーミラは夫人の実の娘ではないことを問いただす。しかし、夫人はたとえ吸血鬼であってもこの娘を牧師たちに渡しはしないと強硬に反抗する。ジョルジアの取り成しもあり、牧師もとりあえずは引き上げることにした。
その夜、ジョルジアは、血の海に溺れ、女性に追われて血を吸われる悪夢を見る。目覚めたジョルジアの首筋には確かに小さな鋭い牙の痕ができ、出血をしていた。ジョルジアが警護に呼んであった警官と若い牧師も再び城へとやって来て、ジョルジアの首の包帯を見てカーミラの新たな犠牲者ではないかと警告をする。吸血鬼は特に気に入った娘は一気に殺さず、少しずつ血を吸って自分のものにするのだと。カーミラの寝顔を見ながらジョルジアは、自ら仮死状態になり代謝を抑え、時々血を吸って生き続ける事が可能ならば若く美しいままで永遠に生き続けられるのではないかと思いつく。女性としての嫉妬も加わり、ジョルジアはカーミラを目覚めさせるための処置を行うことを決意し、夫人に許可を求める。まだ数人しか成功例がないが、昏睡状態の患者から自身の血液を抜き取り、それを頸動脈に流し込む。そのショックで昏睡から覚めさせると。
処置の邪魔になるからと、牧師は警官に伴われて退席させられた。ジョルジアはカーミラの腕から採血し、その血をそのまま頸動脈に注射する。それは永遠の若さを保つ美女をただの女に引き戻す行為でもあった。頸動脈への注射にカーミラの身体が痙攣をはじめ、閉じたまぶたから涙を流れだす。一方、古いミラルカの肖像画を見た牧師は、やはりカーミラが永遠の時を生きる吸血鬼であったと判断し、警官を振り切ってカーミラの部屋へと駆け戻る。
カーミラのまぶたが開き、夫人が「目覚めた」と叫ぶと同時に木製のステッキを手に飛び込んできた牧師がカーミラの心臓にステッキを突き立て、鮮血が吹き上がった。その直前に、ジョルジアはカーミラの首筋にも自分と同じ牙の痕がついていたことを見て取る。カーミラはそのまま即死したが、伝承と違ってその遺体はチリとなって消える事もなかった。茫然とする牧師は、遅れて戻ってきた警官に殺人の現行犯として逮捕された。
ジョルジアの背後に、カルンシュタイン夫人が忍び寄り囁く。今度は、ジョルジアが新しいカーミラになるのだと。
廊下の肖像画が落ち、そこには夫人と同じ顔の肖像画があった。

### 月夢（げつむ）
ヤングジャンプ 1979年5号に掲載。
800年を生きてきたと語る見た目はそれほど老いていない老女、八百比丘尼を取材に来た記者とカメラマンは比丘尼から話を聞く。それと同時に、アポロ20号が月面に着陸しようとしていた。アポロ20号には日系移民の初老の男・榊も同乗していた。月面に降り立つと同時にいずこかへと駆け出す榊。
比丘尼は不死の理由をたずねられ、遙かなる昔に育てた娘が残した不死の薬を飲んだからと答える。一緒に不死になった夫は娘の面影を追い続けている……と。榊が月面の宮殿で娘を抱きしめ、顔を見ようとしたとき、榊も比丘尼も灰となって消えてしまった。

### メドゥサの首
ヤングジャンプ1979年7号に掲載。
数年前に日本を旅行で訪れたギリシア貴族の末裔の女性アスパシアをガイドしたことが縁で、女子大生の時子はアスパシアが所有するエーゲ海の小島に招かれて滞在する。アスパシアは青年ペルスをエーゲ海に潜らせて沈んだ船に積まれていた古代の美術品を引き上げさせていたが、その中に恐怖の表情を浮かべる男の像、女神アテナが用いていた楯アイギスがあった。アイギスの中央には窪みがあり、メドゥーサの首がはめ込まれていたものと推測された。
ペルスと時子が惹かれあうのを見たアスパシアは、それまで意識しないでいられた自らの老いと美貌の衰えに気付き、若い時子への嫉妬を覚える。
メドゥーサの首を探して引き上げるため、3人は船で沖へ出た。ペルスが潜っている間にアスパシアは遺物の鎧、兜を身に着け、自らをアテナに模し、時子をアテナよりも自分のほうが美しいと高慢な言葉を口にし怪物に変えられたメドゥーサと見做して襲いかかる。時子は船縁で身をかわし、アスパシアは海へと落ちていった。ちょうど海底付近にメクラウナギが集まってきており、危険だと船に戻ってきたペルスはアスパシアが落ちたと聞いて、海底に取って返す。時子が海底で見たものは、無数のメクラウナギが頭部に喰らいつき、蛇がのたうつような姿に変わり果てたアスパシアとそれを見て恐怖の表情を浮かべて石のように海底に沈んでいったペルスであった。

### 女たちの挽歌
ヤングジャンプ1979年9号に掲載。雪女伝説。
ヤングジャンプコミックス版には未収録。後に他の版に収録された際には「挽歌」と改題。

### 砂漠の女王
- 前編 ヤングジャンプ1979年12号
- 中編 ヤングジャンプ1979年13号
- 後編 ヤングジャンプ1980年1号
- 完結編1 ヤングジャンプ1980年3号
- 完結編2 ヤングジャンプ1980年5号
- ゼノビア編1 週刊ヤングジャンプグレート青春号Vol.12（1988年、集英社）
- ゼノビア編2 ベアーズクラブプレ創刊号（1988年、集英社）

老いを迎えていたクレオパトラは、オクタウィアヌスの捕虜となるのを良しとせず、大神官ソロンを訪ね「バア（魂）の秘法」を用いて転生を行うために自死する。
クレオパトラはユダヤの王女サロメとして転生する。サロメは捕えられたヨハネの仲間であるイエスに惹かれて行く。イエスの気を引くためのサロメは洗礼者ヨハネの首を求めるが、イエスはけしてサロメに心を開く事はなく、またイエス自身も自分が救世主では無いと語る。やがて、ローマ軍にイエスが捕えられ裁判となり、サロメは自分が救世主であることを否定したイエスの言葉を証言するが、イエスはサロメの弁護を受け入れずに法廷で救世主を自称し磔刑にされる。神が救世主と悪魔を地上に遣わすのなら、救世主ではないイエスとは? イエスの正体について混乱するサロメはローマ兵から「悪魔の女」として剣で腹を貫かれる。死に逝くサロメは、イエスの語った通り「悪魔の言葉が世界を支配する」となったことを知る。
しかし、サロメ=クレオパトラは再び転生する。ローマと敵対するパルミアの女王ゼノビアとして。ローマ軍を苦しめたパルミアであったが、地震のために総崩れとなる。三度転生しようとしたゼノビアであったが、どうしても死ぬことが出来なかった。「バアの秘法」とは権力欲に憑かれたエジプト古代王家から連綿と伝わる「呪い」であったのだ。大神官ソロンもその正体はエジプトのハトシェプスト女王であり、クレオパトラに呪いを引き継がせることで、ようやく死ぬことができた。ゼノビアはクレオパトラの時の運命をあがなうかのように黄金の鎖につながれ、ローマへと連行された。
時は過ぎ、かつての大神官ソロンのように身体はミイラ化し、新たに呪いを引き継がせる女性を求めて砂漠を彷徨うクレオパトラの上空をジェット戦闘機が飛びゆくのであった。

### 蜃気楼-ファタ・モルガーナ-
- 前編 ヤングジャンプ1980年9号
- 後編 ヤングジャンプ1980年11号

ノルウェーの気象学者フィンは、ロアール・アムンセン、イタリアのウンベルト・ノビレらと共に飛行船ノルゲ号で北極点上空の飛行に成功した。その時に観た大地をノビレは未知なる「ハリス島」だと考え、フィンは蜃気楼=ファタ・モルガーナだと考えた。
ノビレを隊長として、新たに完成したイタリア号による北極探索にフィンも参加した。
遭難したイタリア号を救助するために、アムンセンは水上機でスピッツベルゲン島に向かう。蜃気楼だと断じて進んだ山影は実は浮遊するイタリア号の船殻であり、これに激突してアムンセンも行方不明となる。

### 日高川
ヤングジャンプ1980年13号に掲載。
人形浄瑠璃の若き人形遣いの安彦は、「日高川入相花王」（安珍・清姫伝説）の公演で清姫の主遣いに抜擢される。しかし、師匠からダメ出しをされ、ついには師匠の娘・清子との縁談も破談になりかかる。清子を遠ざけ、懸命に清姫の人形と稽古に身をついやす安彦。ついには、清子は嫉妬の念から清姫の人形を斬りつけようとする。100年を経た年代物のカシラを庇う安彦を前に泣き崩れる清子。その時に師匠が安彦に「それが女の情念だ」と諭す。すべては堅物の安彦に清姫の情念の感情を宿らせるための方便であったのだ。
初演の日。安彦の操る清姫は大絶賛された。
その夜。謎の失火で劇場は焼失。逃げ遅れたと思われる安彦の焼死体には、清姫の人形が、まるで抱き留めるかのように絡まっていた。

### 歴史は夜つくられる
ビッグコミック増刊（1988年8月23日、小学館）に掲載。
ドイツの新型兵器であるUボートは氷山に取り囲まれて身動きが取れずにいたが、脱出するために魚雷を発射し、氷山を打ち崩した。
タイタニック号には、マタ・ハリ、トーマス・エドワード・ロレンス、グリゴリー・ラスプーチンらが乗り合わせていた。
ドイツ帝国のスパイであるマタ・ハリは、乗船していたアメリカ国会議員と接触し、アメリカ合衆国にドイツとの交戦意志があるかを確認していた。ラスプーチンらは1867年のロシア帝国からアメリカへのアラスカ売却の契約が実は時限契約であり1912年以降にロシアが望むなら当時の売却金額で買い戻せることを示す当時のロシア皇帝やアメリカ大統領の署名入り契約書「ロマノフ文書」を携え、ロシアとドイツが開戦した際にアメリカの早期参戦と支援を促すために密かに渡航していた。
ロレンスは、乗船していたフランス軍人に咎められていたマタ・ハリを救ったことで行動を共にし、ロマノフ文書を巡ってラスプーチンやアメリカの工作員らの争いにも巻き込まれる。
その時、Uボートが砕いた氷山がタイタニック号に衝突し、タイタニック号は沈んでしまう。
マタ・ハリ、ロレンス、ラスプーチンらは生還し、それぞれの歴史に戻っていった。

### ボルジア家の毒薬
ベアーズクラブ（1988年8月号、1988年9月号、1989年6月号、集英社）に掲載。
レオナルド・ダ・ヴィンチを主人公として、チェーザレ・ボルジアの隆盛と没落、ルクレツィア・ボルジアを描く。

### アリス
月刊コミックトム（1985年8月号-同年10月号、潮出版社）に掲載。
『完全版 妖女伝説』（2003年、嶋中書店）で収録された。

### 水のアマゾネス
少年ジャンプ増刊（1977年9月、集英社）に掲載。
『完全版 妖女伝説』（2003年、嶋中書店）で収録された。

## 書籍情報
ヤングジャンプコミックス版
1. 1981年2月25日
2. 1981年6月25日

妖女伝説

完全版 妖女伝説
2003年、嶋中書店、全2巻

妖女伝説-初期型-
2006年3月25日、チクマ秀版社

妖女伝説絢爛たる歴史絵巻 新作総集編
- 『週刊ヤングジャンプ』増刊（1991年、集英社）

妖女伝説 SIRENS CALL OF THE LORELEI
2015年11月27日、小学館
「月夢」、「ローレライの歌」、「メドゥサの首」、「日高川」、「カーミラの永い眠り」、「挽歌」、「歴史は夜つくられる」、「ボルジア家の毒薬」を収録。
「月夢」と「日高川」は雑誌掲載時のカラーを再現している。
妖女伝説2 QUEEN OF THE DESERT SANDS
2015年12月28日、小学館
「砂漠の女王」全編、「蜃気楼-ファタ・モルガーナ-」を収録。